# 터르고비슈테

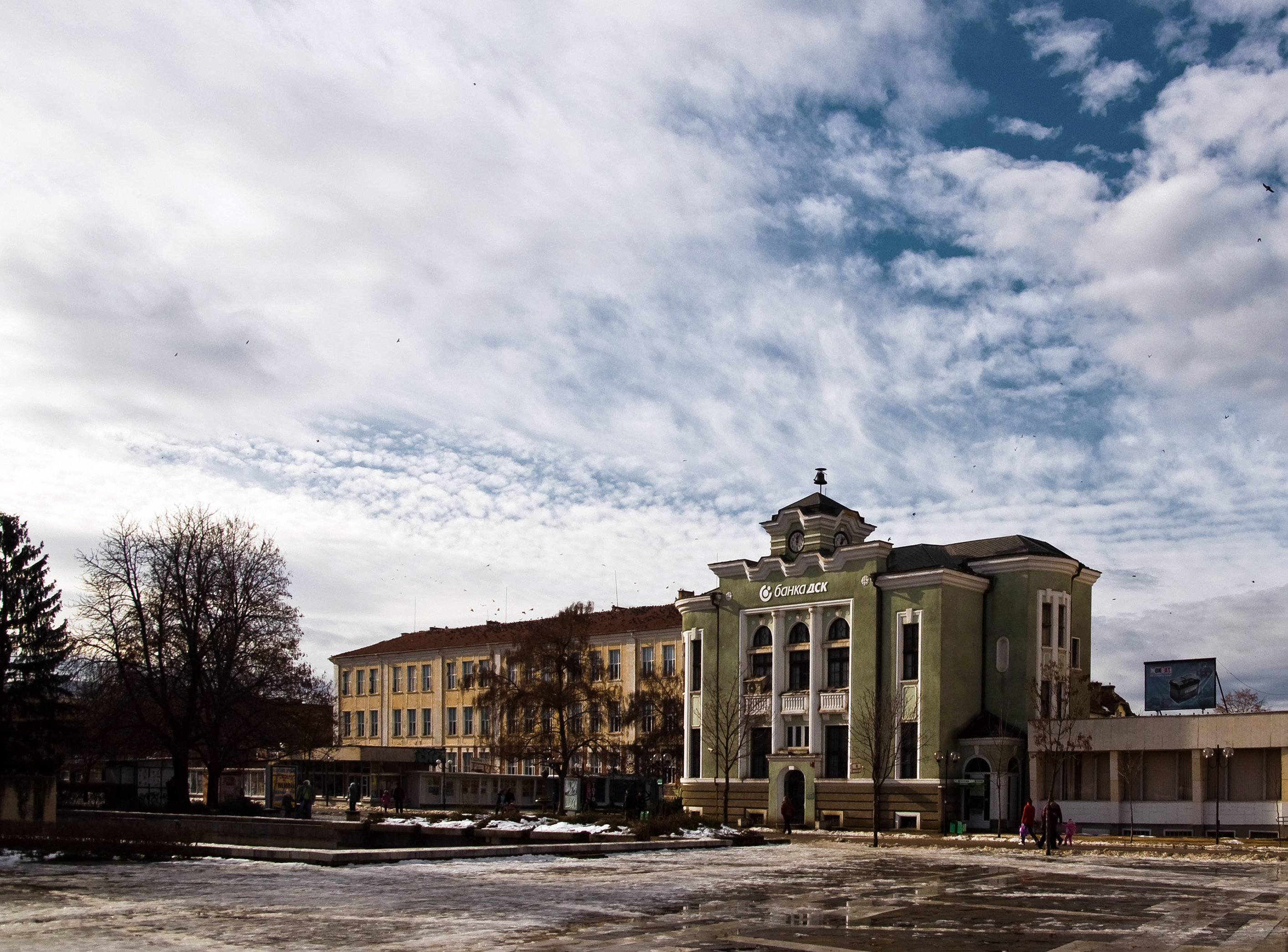
터르고비슈테 광장

터르고비슈테(불가리아어: Търговище, "시장"이라는 뜻)는 불가리아 북동부에 위치한 도시로, 터르고비슈테 주의 주도이며 인구는 36,969명(2011년 기준), 높이는 170m이다. 소피아(불가리아의 수도)에서 북동쪽으로 335km, 흑해 연안에서 서쪽으로 125km 정도 떨어진 곳에 위치한다.
18세기와 19세기 동물과 수공예품 교역 시장으로 이름을 떨쳤다. 제2차 세계 대전 이후부터 자동차 배터리와 기계 생산, 식품 산업 공장이 들어섰으며 가구 공업과 직물 공업도 성장했다.

## 자매 도시
- 독일 콧부스
- 루마니아 트르고비슈테
- 러시아 스몰렌스크
- 포르투갈 산타마리아다페이라
- 미국 워털루
- 그리스 코자니
- 프랑스 쉬렌